# Incheon Shinhan Bank S-Birds
O Incheon Shinhan Bank S-Birds é um clube profissional de basquetebol sul-coreano sediado em Incheon, Coreia do Sul. A equipe disputa a Women's Korean Basketball League.

## História
Foi fundado em 1986.

## Títulos

### Domésticos

#### Women's Korean Basketball League
- WKBL

Vitórias (8): 2002 (verão), 2005 (verão), 2007 (inverno), 2008, 2009, 2010, 2011, 2012
Vice (6): 1999 (verão), 2000 (inverno), 2000 (verão), 2001 (verão), 2006 (inverno), 2014
- WKBL Temporada regular

Vitórias (6): 2007 (inverno), 2007–08, 2008–09, 2009–10, 2010–11, 2011–12
Vice (9): 1999 (verão), 2000 (inverno), 2000 (verão), 2001 (verão), 2002 (verão), 2006 (inverno), 2012–13, 2013–14, 2014–15